# Gorden Kaye
Gorden Irving Kaye (Huddersfield, West Yorkshire, 1941. április 7. – 2017. január 23.) BAFTA-díjra jelölt brit komikus. Világhírű ismertségre a BBC vígjáték-sorozatának a Halló, halló!-nak köszönhetően tett szert, melyben a főszereplő René Artois-t játszotta el csaknem tíz éven keresztül.

## Pályája
Fiatalon a Moldgreen ARLFC rögbi ligában játszott. Első szerepét a Coronation Street című szappanoperában játszotta, ahol Elsie Tanner unokaöccsét, Bernard Butler-t alakította 1969-ben. A film írója, illetve producere David Croft volt. Szerepelt Terry Gilliam Brazil című filmjében is. Továbbá olyan sorozatokban, mint a Foglalkoztak már önnel? és a Visszatérés Mrs. Noah-hoz című alkotásokban. 1982-ben megkapta René Artois szerepét a Halló, halló! című sorozatban, mely hatalmas siker lett. Kilenc évadot és 85 epizódot ért meg a sorozat. 1989-ben Kaye kiadta a René&Me: A Sort of Autobiography című életrajzi könyvét, melyben elmondta, hogy szégyenlős, túlsúlyos, és bevallotta azt is, hogy meleg. 1990. január 25-én súlyos autóbalesetet szenvedett a Burn's Day viharban. 2007-ben visszatért a Halló, halló!-val egy egyrészes dokumentumfilmmel, melyben a sorozatról lehetett megtudni mindent. 1989-ben megjelent önéletrajzában fiatalkoráról mint egy félénk, meleg, elhízott fiatal élményeiről ír.
2017. január 23-án hunyt el.

## További információ
- Gorden Kaye a PORT.hu-n (magyarul)
- Gorden Kaye az Internetes Szinkronadatbázisban (magyarul)
- Gorden Kaye az Internet Movie Database-ben (angolul)
- Gorden Kaye a Rotten Tomatoeson (angolul)